# Antônio Zattera
Dom Antônio Zattera (Garibaldi, 25 de julho de 1899 — Pelotas, 15 de outubro de 1987) foi um religioso católico brasileiro, bispo da Diocese de Pelotas.
Foi o fundador da Universidade Católica de Pelotas.